# Yagura
Yagura (jap. 櫓) – japońskie słowo oznaczające wieżę, basztę, rusztowanie, wysoki podest, konstrukcję podwyższoną. 

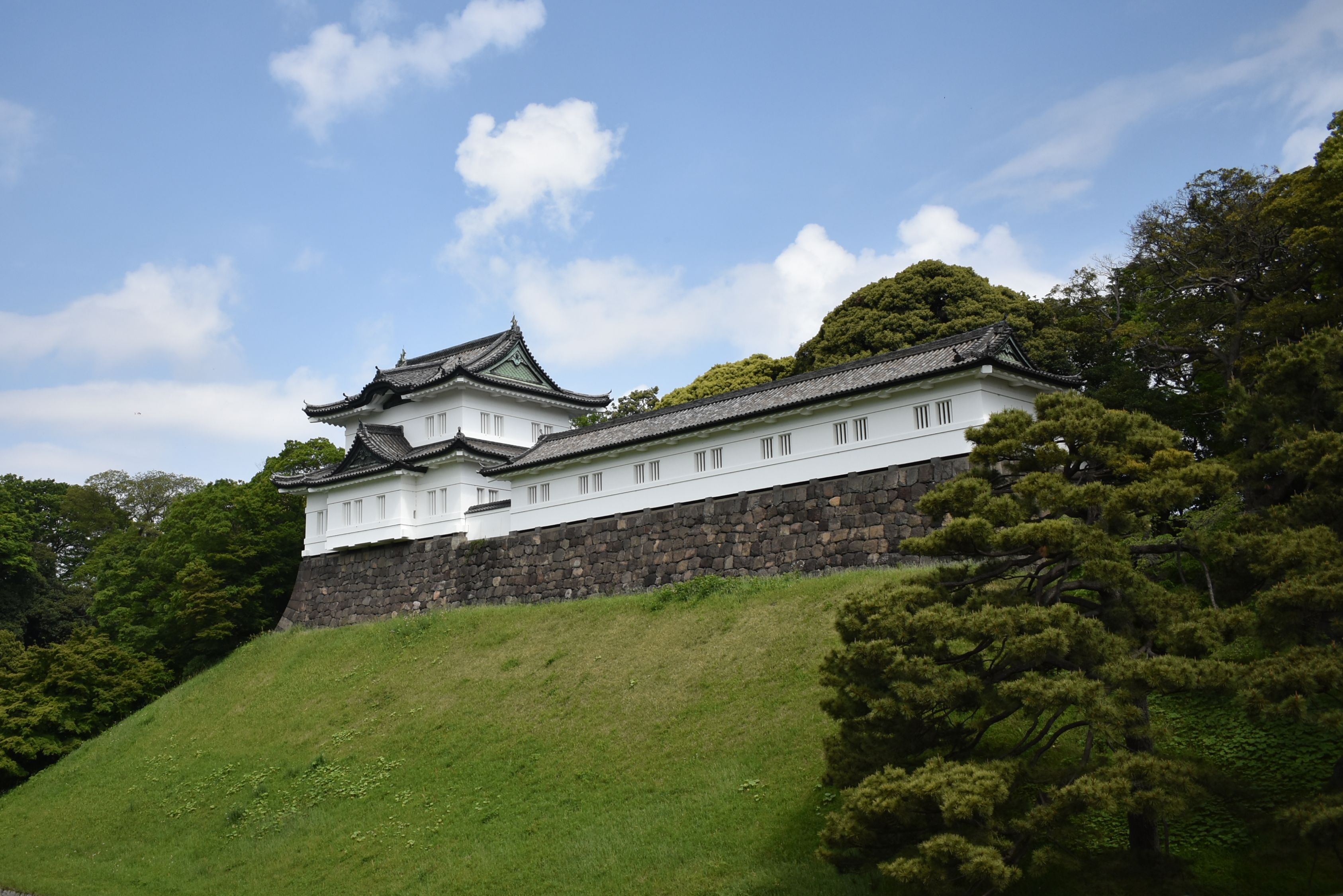
Fushimi-yagura w Pałacu Cesarskim w Tokio

Słowo to ma kilka znaczeń. Wywodzi swoją nazwę od pomieszczeń służących do przechowywania broni i było zapisywane pierwotnie jako 矢倉 (dosł. magazyn/skład strzał). Te konstrukcje wieżowe, które znajdowały się na terenie zamków były dość wysokie, ale wąskie i ciasne. Służyły także jako strażnice, do prowadzenia obserwacji i obrony z wykorzystaniem łuków. Były zróżnicowane pod względem kształtu, wielkości i przeznaczenia. Służyły strażakom do wypatrywania pożarów. 
Ze względu na to, że yagura były też częścią zamków-siedzib panów feudalnych (daimyō), wykorzystywano je jako dogodne miejsca do prowadzenia obserwacji astronomicznych, bądź punkty widokowe do podziwiania pięknej scenerii. 
Yagura były wznoszone także poza zamkami, służąc różnym celom, m.in. jako wysokie podesty dla muzyków grających z okazji różnego rodzaju świąt, w tym święta zmarłych o-bon, czy też ilustrujących muzycznie przedstawienia teatralne. Grający na bębnach taiko obwieszczali z wież-podestów yagura-daiko, turnieje sumō.